# Itaguara
Itaguara este un oraș în Minas Gerais (MG), Brazilia.